# 서울 제1국제금융센터
서울 제1국제금융센터(영어: One International Finance Centre, One IFC, 1IFC)는 대한민국 서울특별시 영등포구의 여의도에 있는 마천루 단지이자 지상 32층, 185m짜리 인텔리전트 빌딩이다.

## 역사
서울 여의도에 국제금융단지를 조성하면서 랜드마크 건물 일환으로 2006년에 착공하여 2011년 11월 17일에 개관하였다.

## 시설
한국필립모리스, 딜로이트 등 일부 회사가 이 곳을 본사로 두고 있다.
| 층수                | 시설                                                               |
| ------------------- | ------------------------------------------------------------------ |
| 29층 ~ 32층         | 오피스                                                             |
| 28층                | 트루벤인베스트먼트                                                 |
| 27층                | OSIsoft                                                            |
| 26층                | 오피스                                                             |
| 25층                | 한국필립모리스                                                     |
| 23층 ~ 24층         | 소니코리아                                                         |
| 22층                | RHK자산운용, 아사히카세이머티리얼즈코리아, 동서석유화학 서울사무소 |
| 21층                | 오피스                                                             |
| 20층                | 노무라종합연구소 서울                                              |
| 10층 ~ 19층         | 오피스                                                             |
| 9층                 | 딜로이트 안진회계법인                                              |
| 7층 ~ 8층           | 오피스                                                             |
| 6층                 | 딜로이트 컨설팅                                                    |
| 4층 ~ 5층           | 오피스                                                             |
| 3층                 | IBK기업은행 여의도 IFC지점, 크로스핏 센티넬 IFC                    |
| 2층                 | 오피스                                                             |
| 1층                 | 로비                                                               |
| 지하 3층 ~ 지하 1층 | IFC몰                                                              |
| 지하 7층 ~ 지하 4층 | 지하주차장                                                         |

## 수상작
- 2013년 - 한국건축문화대상 - 서울국제금융센터 본상 수상

## 갤러리

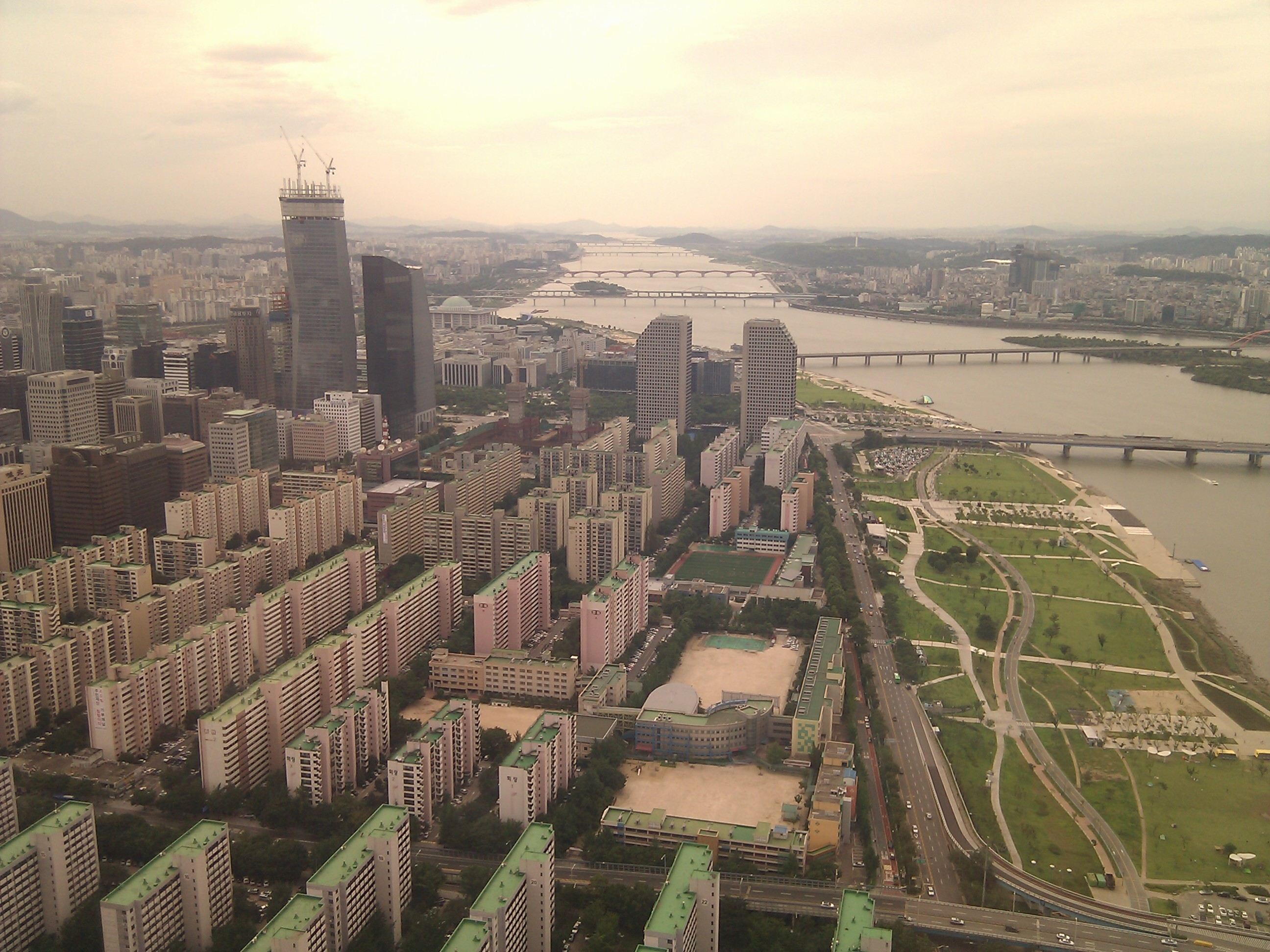
2011년 8월 7일.
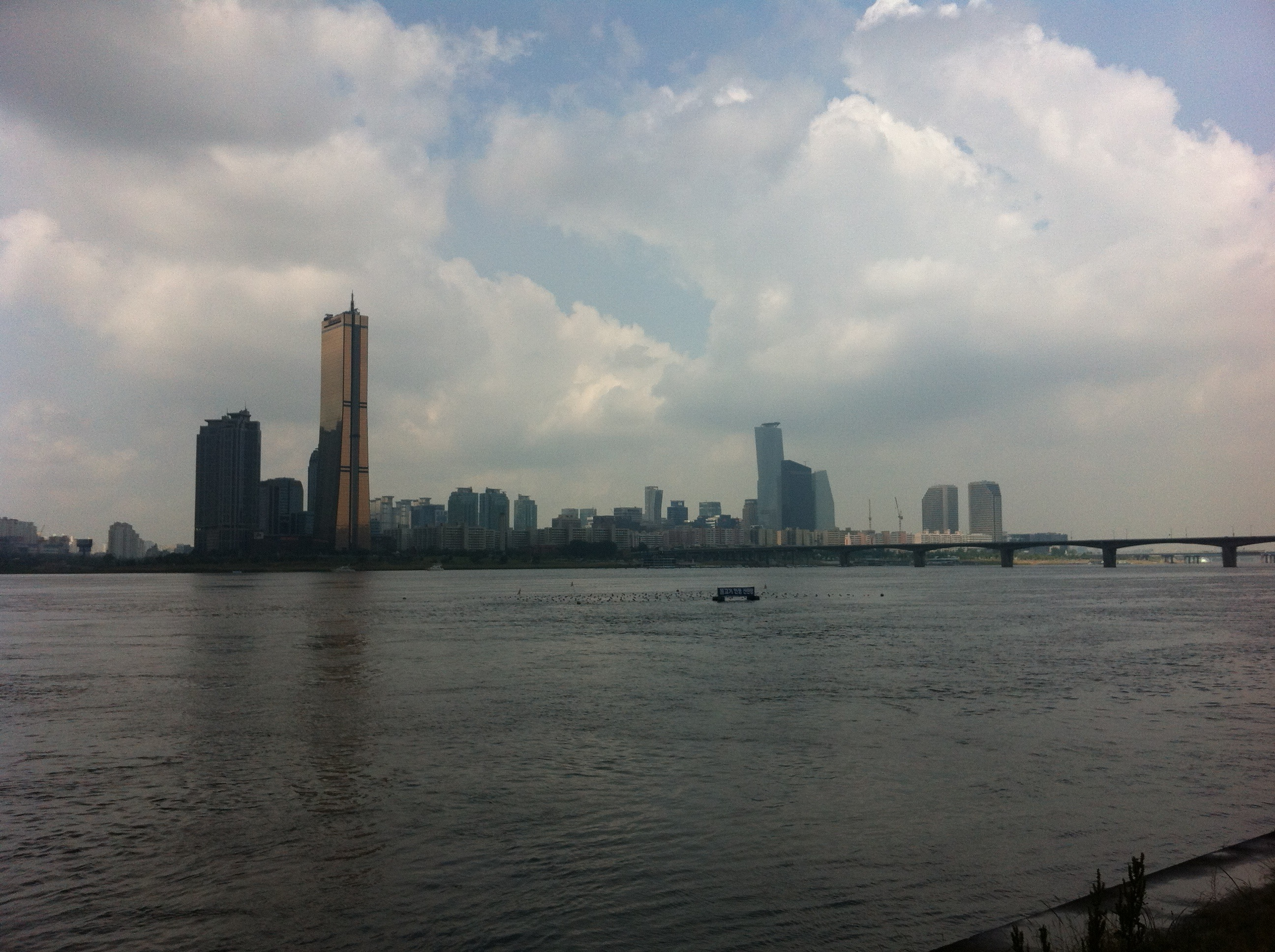
2012년 6월 5일.
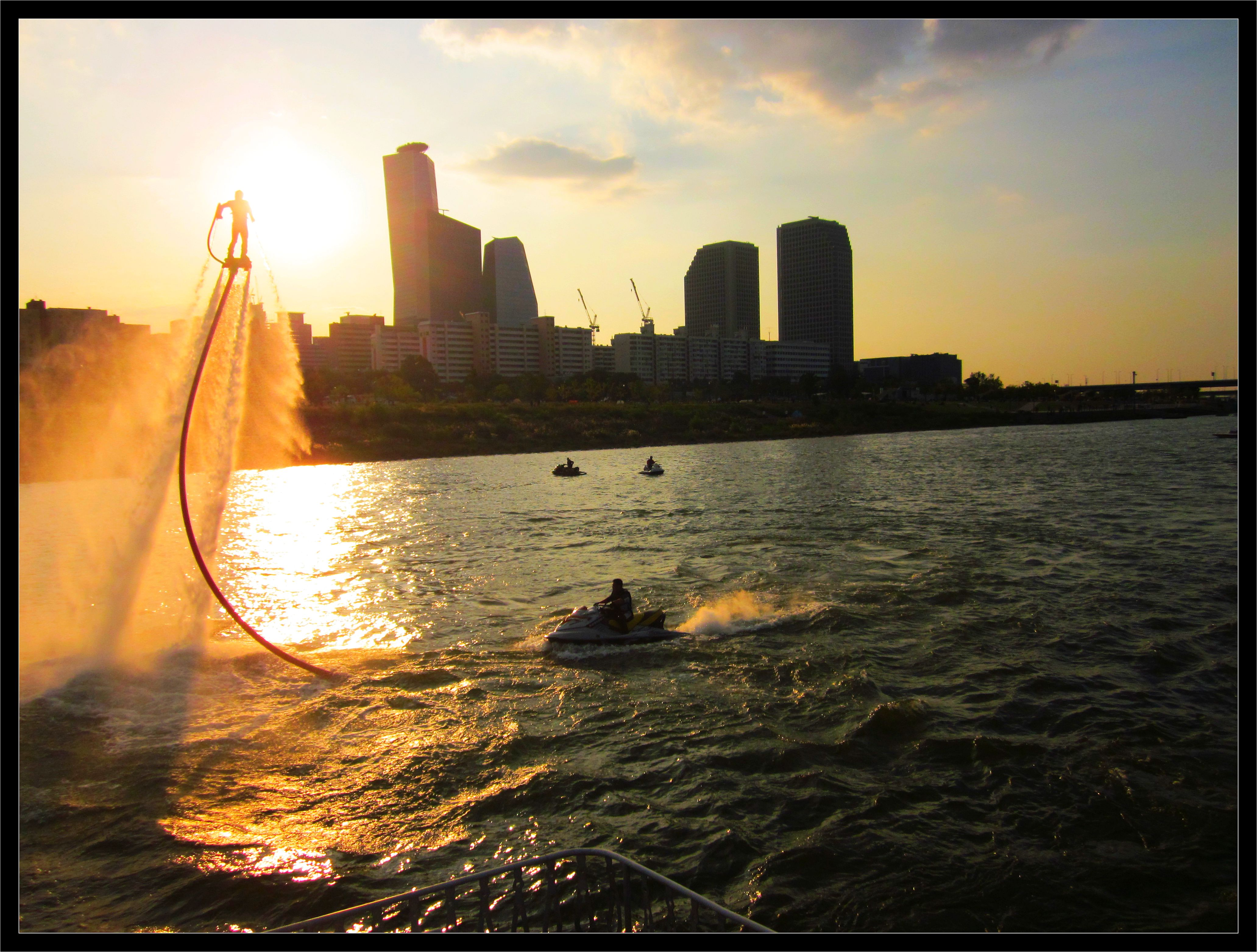
2012년 10월 1일.
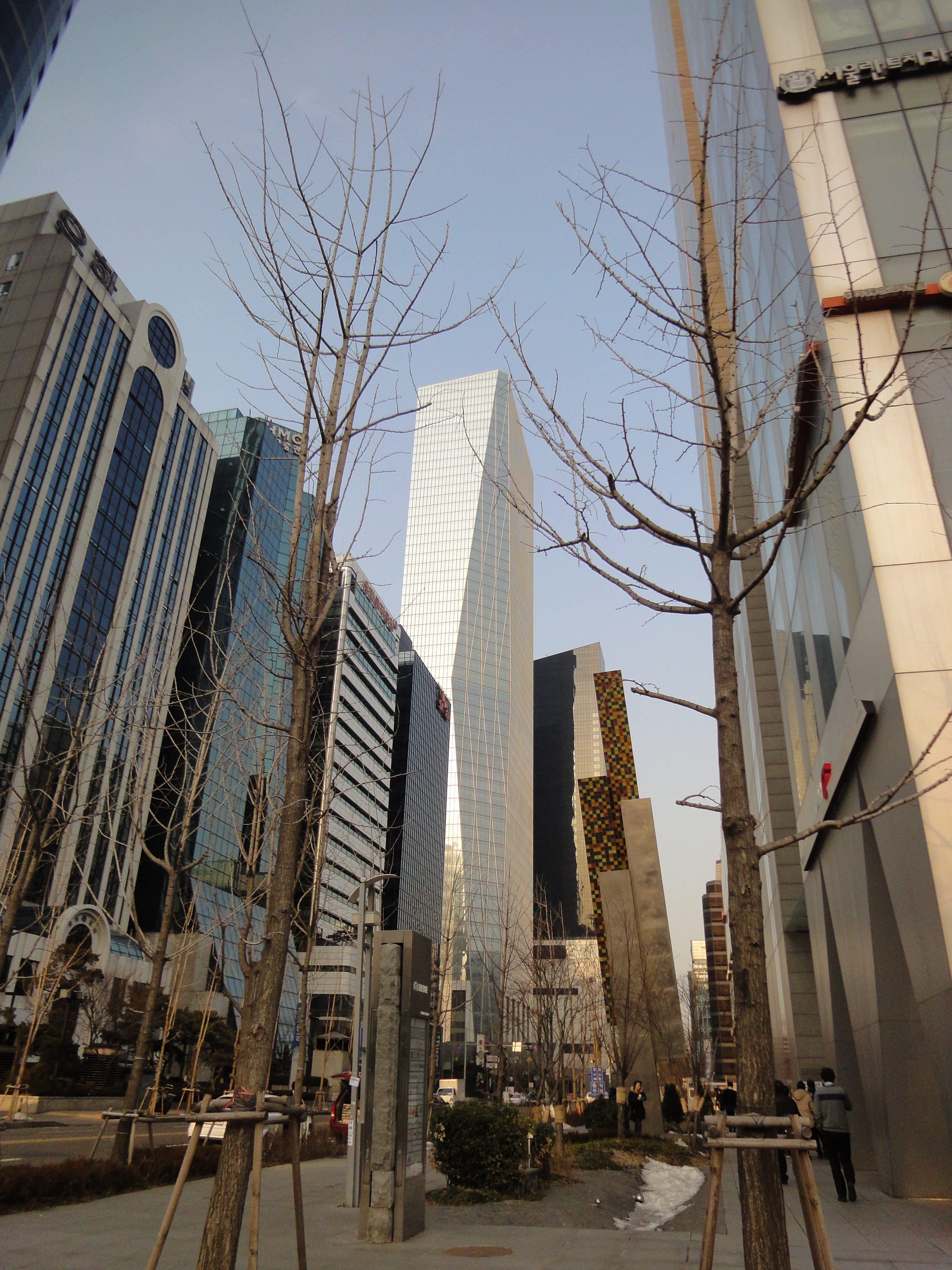
2013년 2월 25일.
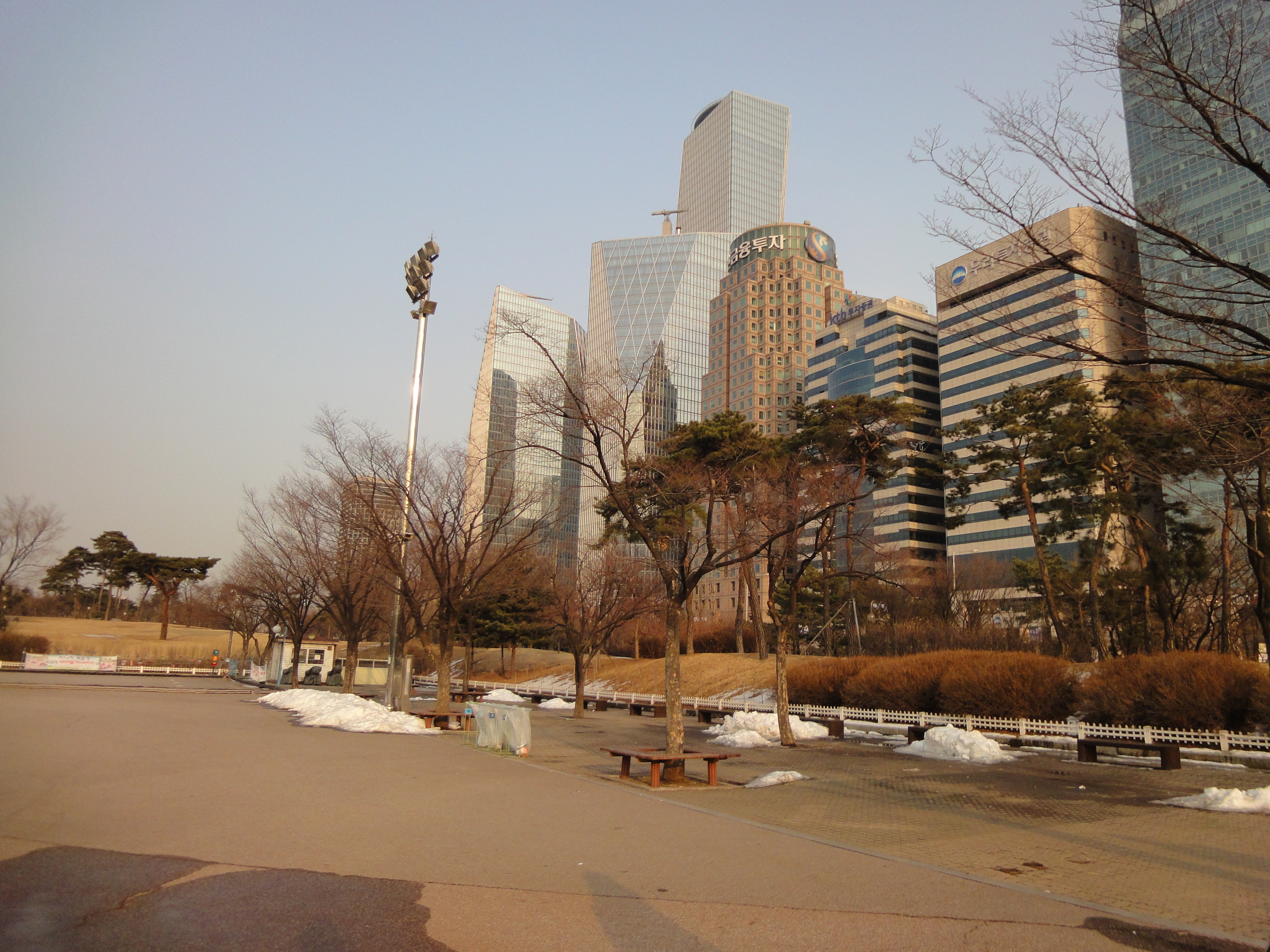
2013년 2월 25일.
2013년 5월 17일.
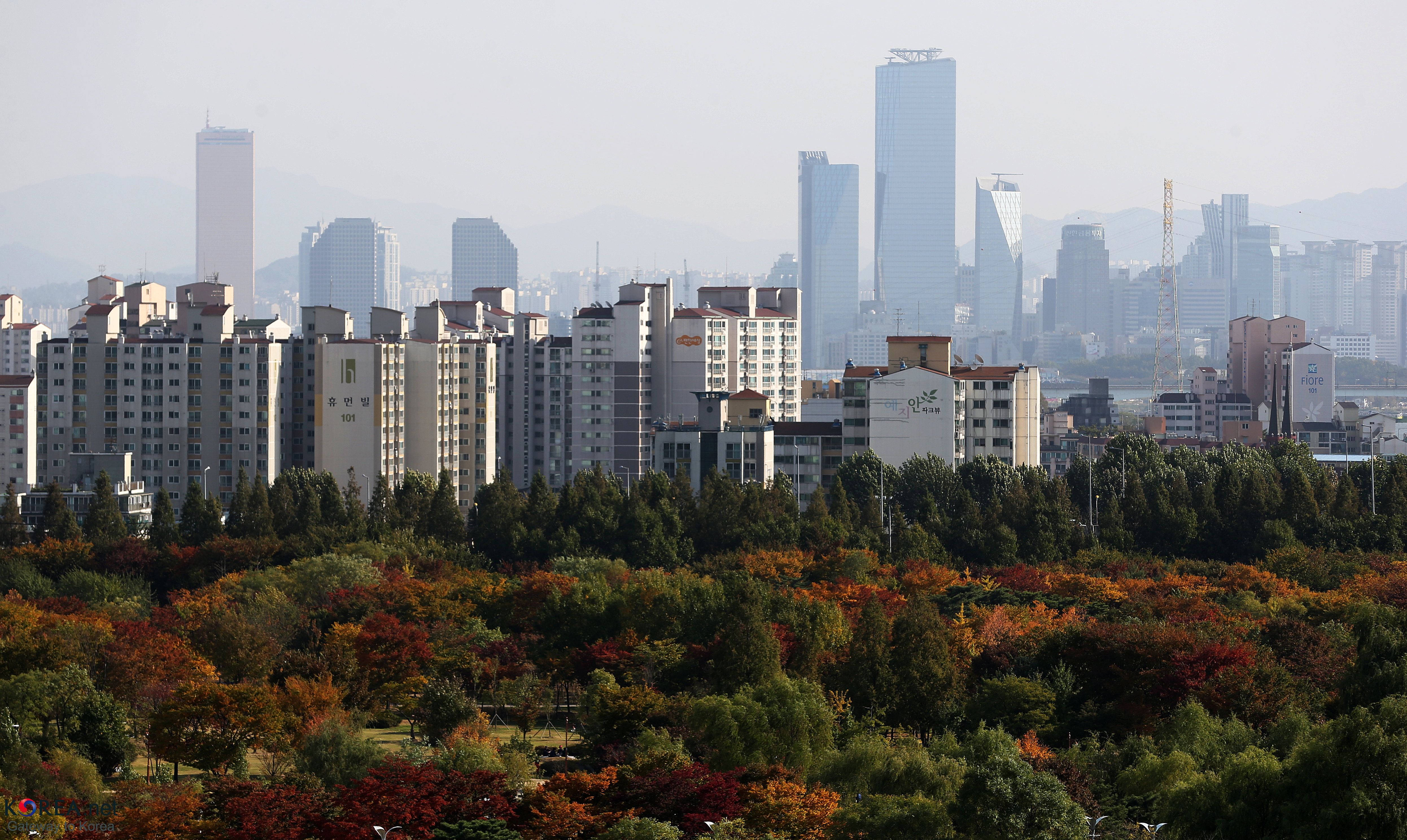
2013년 10월 24일.
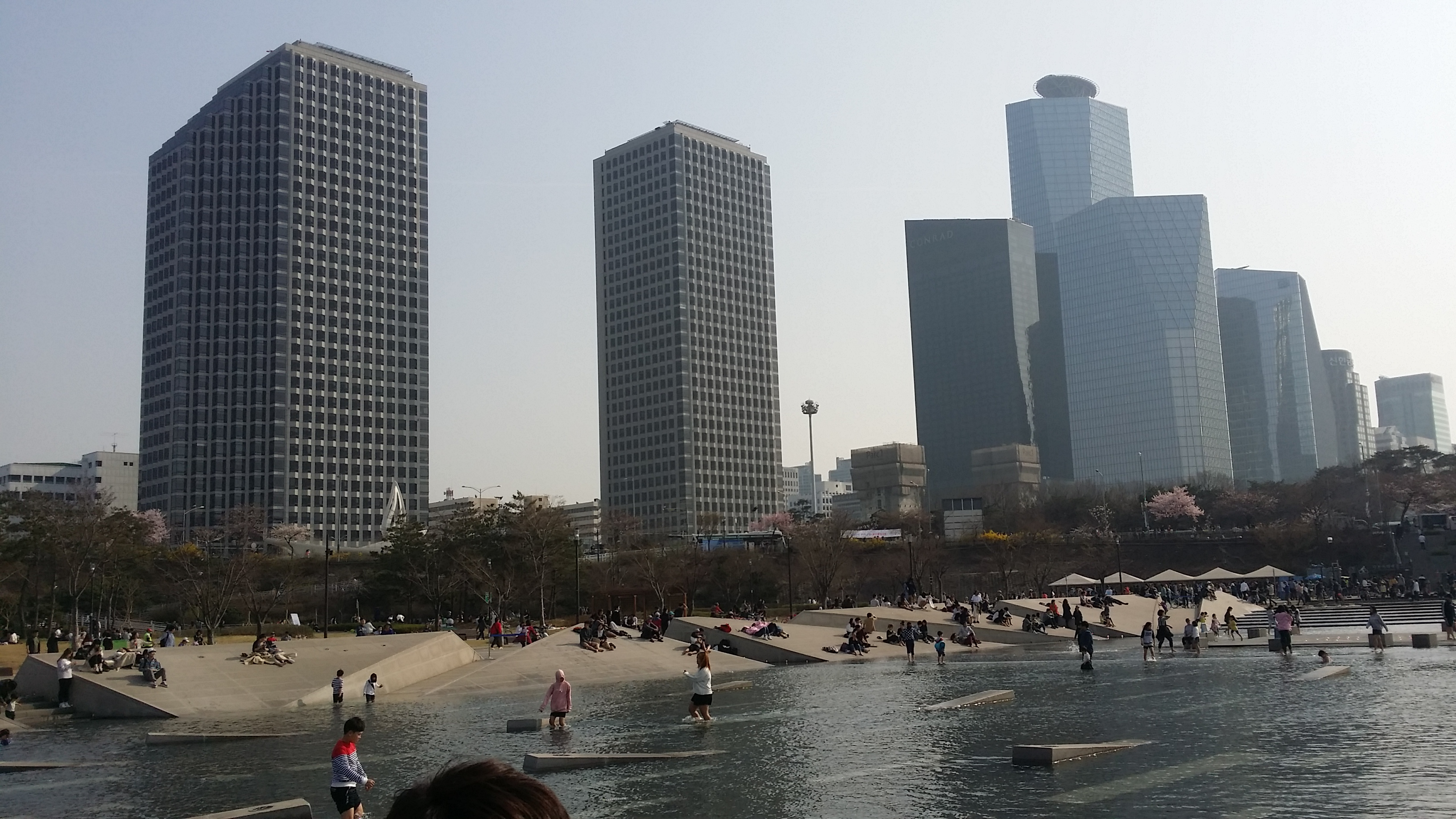
2016년 4월 2일.
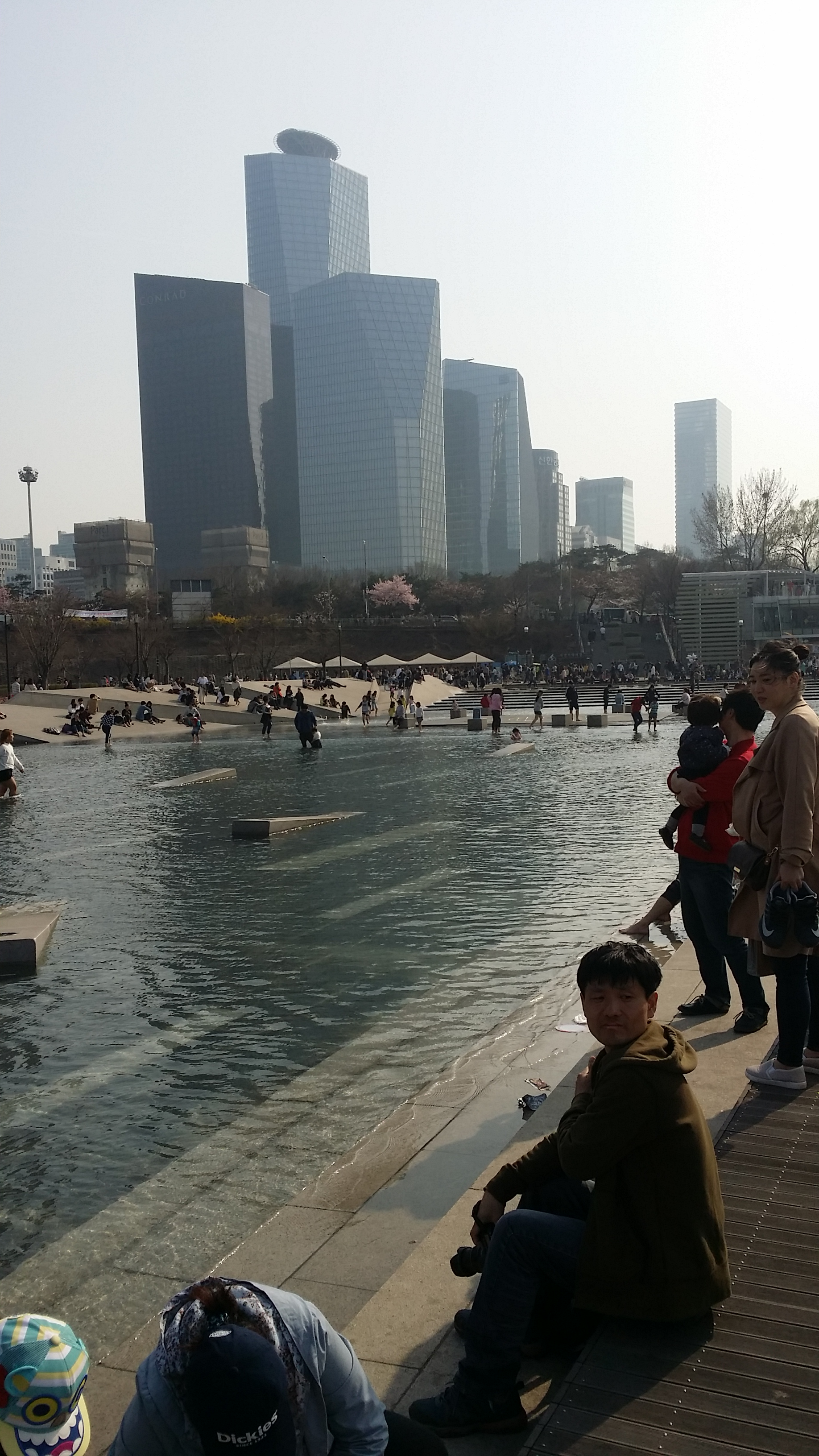
2016년 4월 2일.
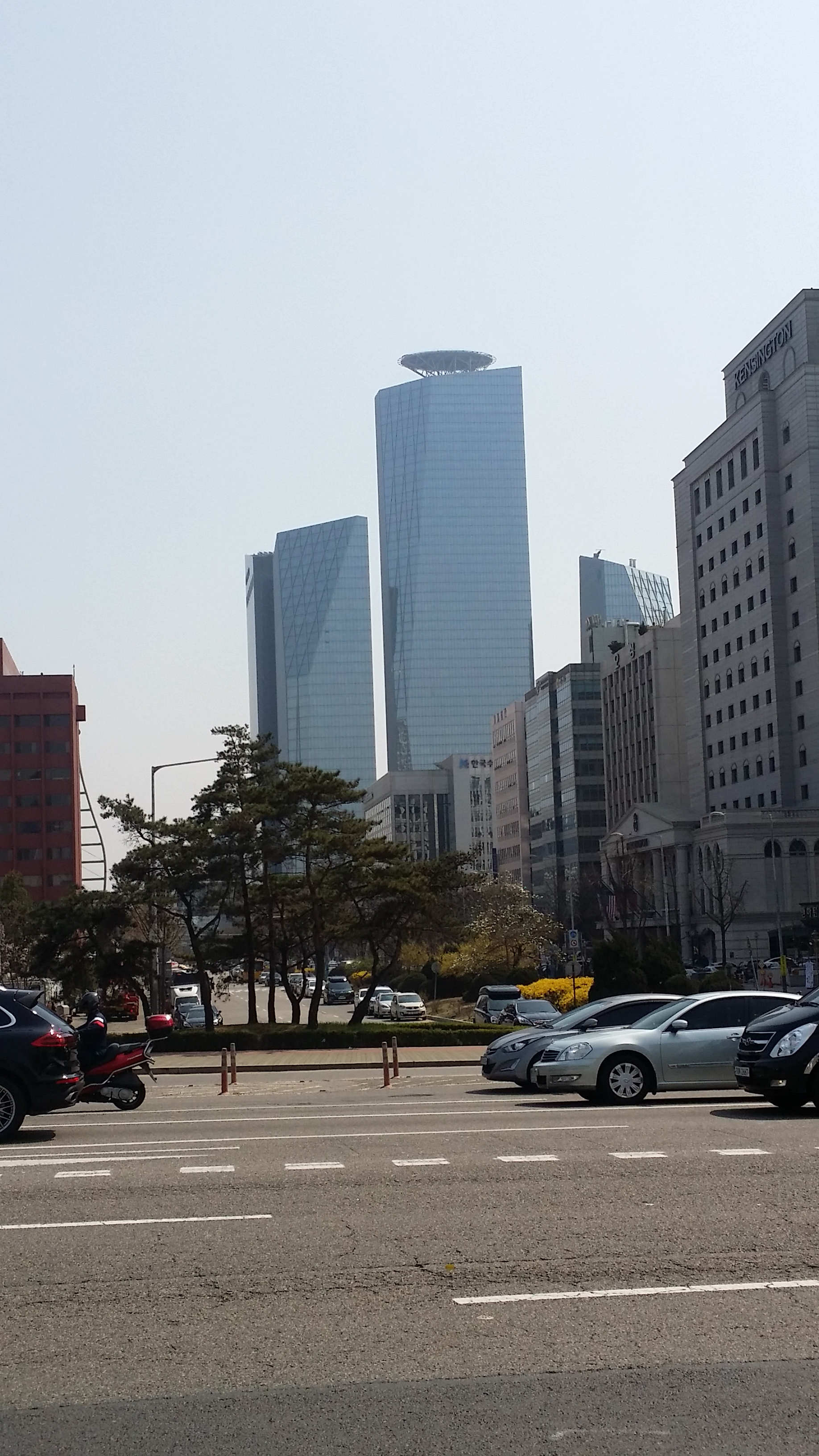
2016년 4월 2일.
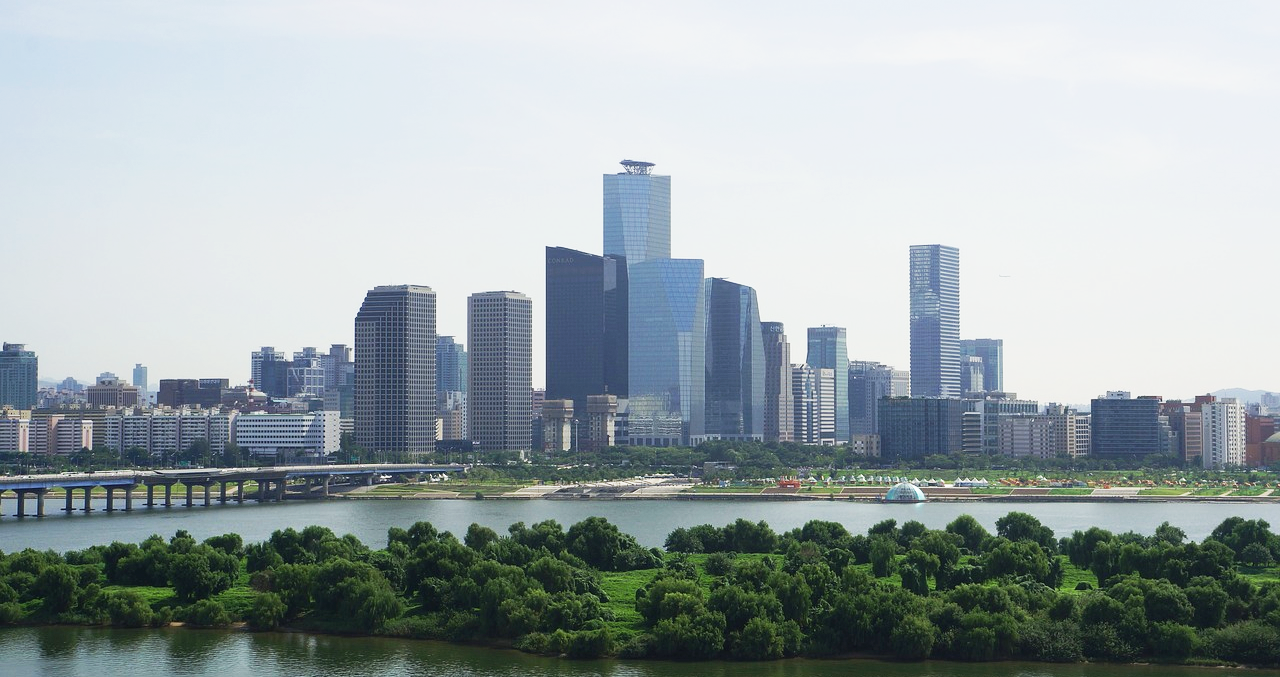
2016년 8월 10일.
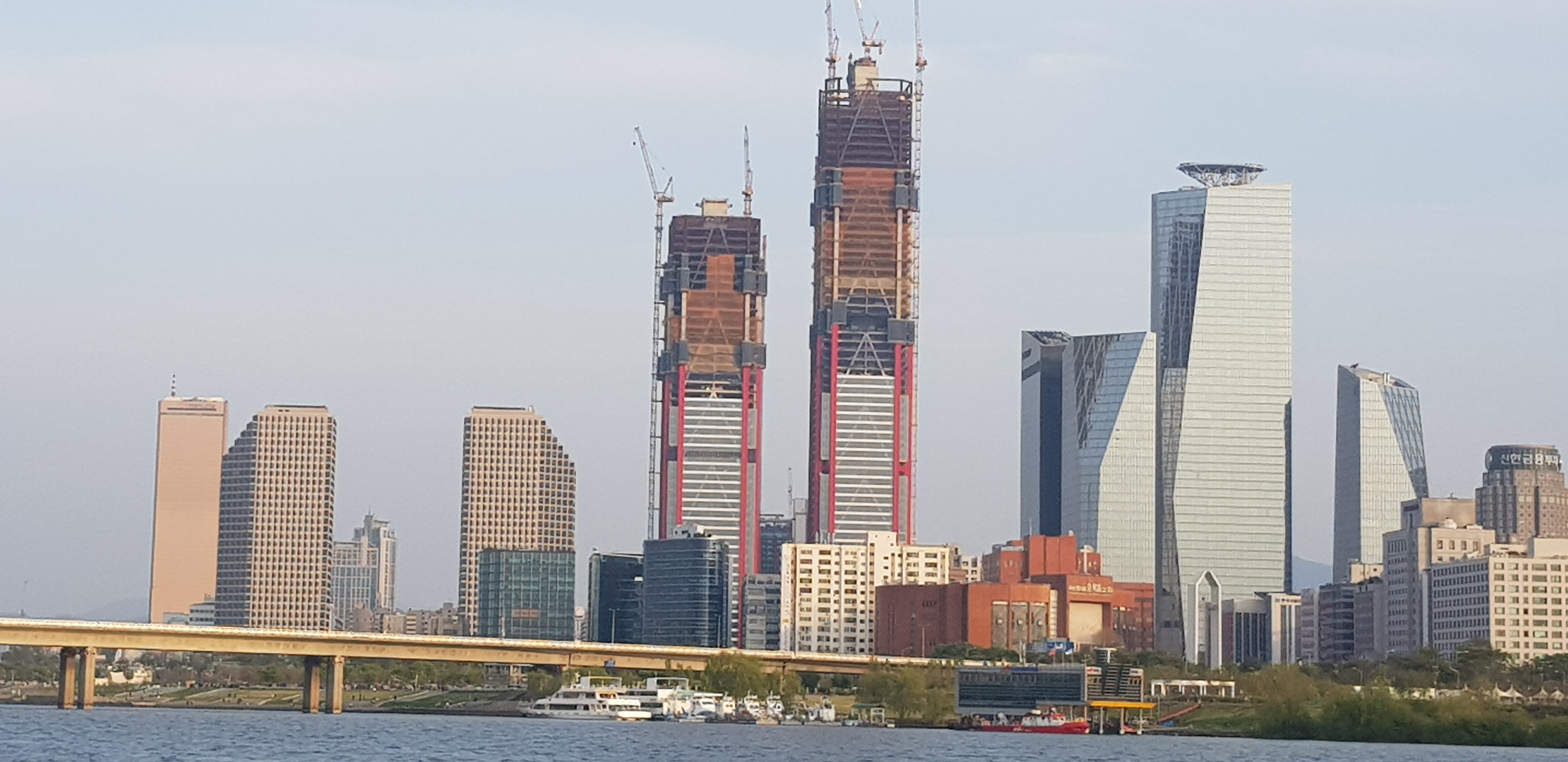
2019년 4월 21일.
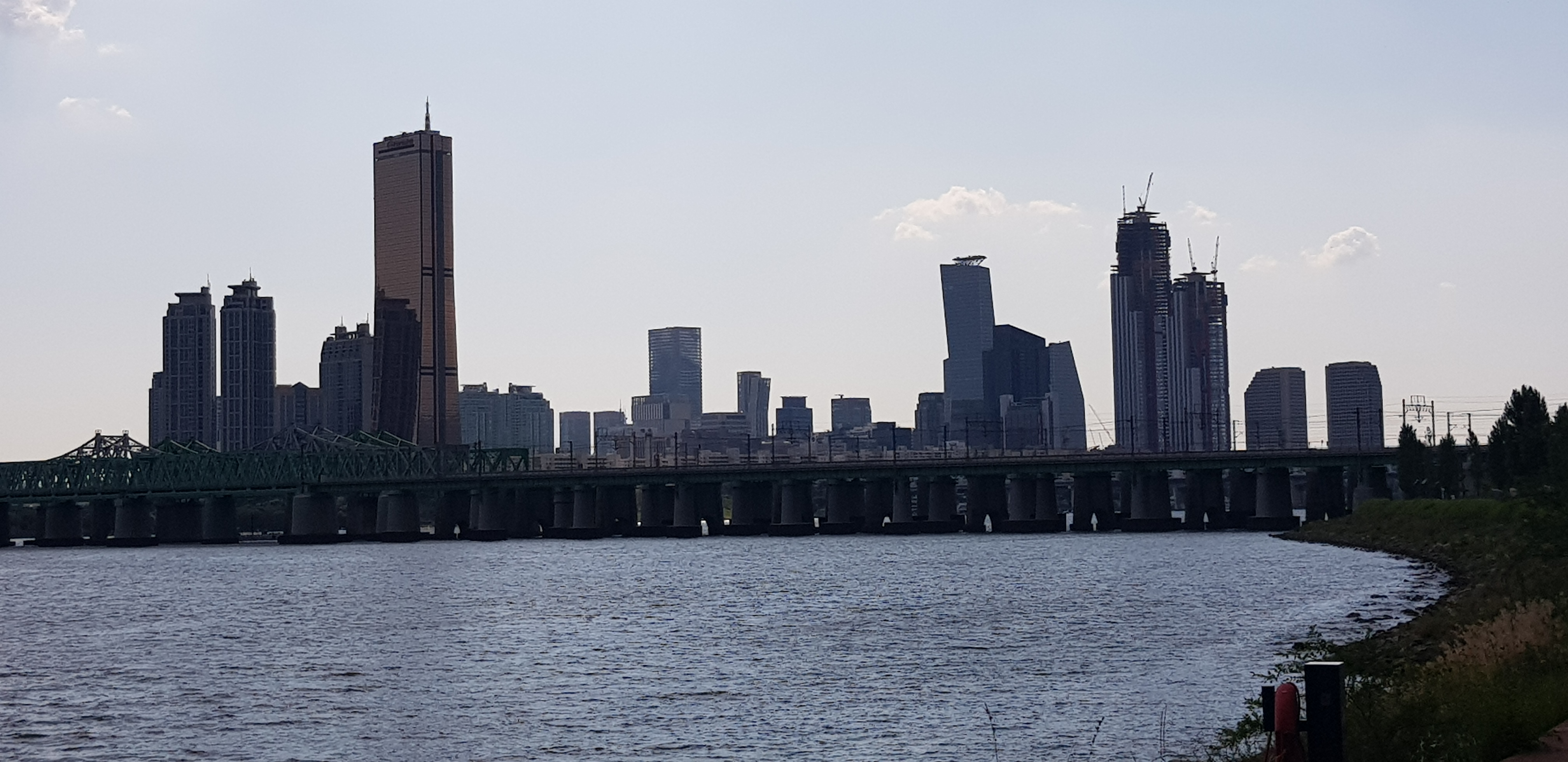
2019년 6월 23일.
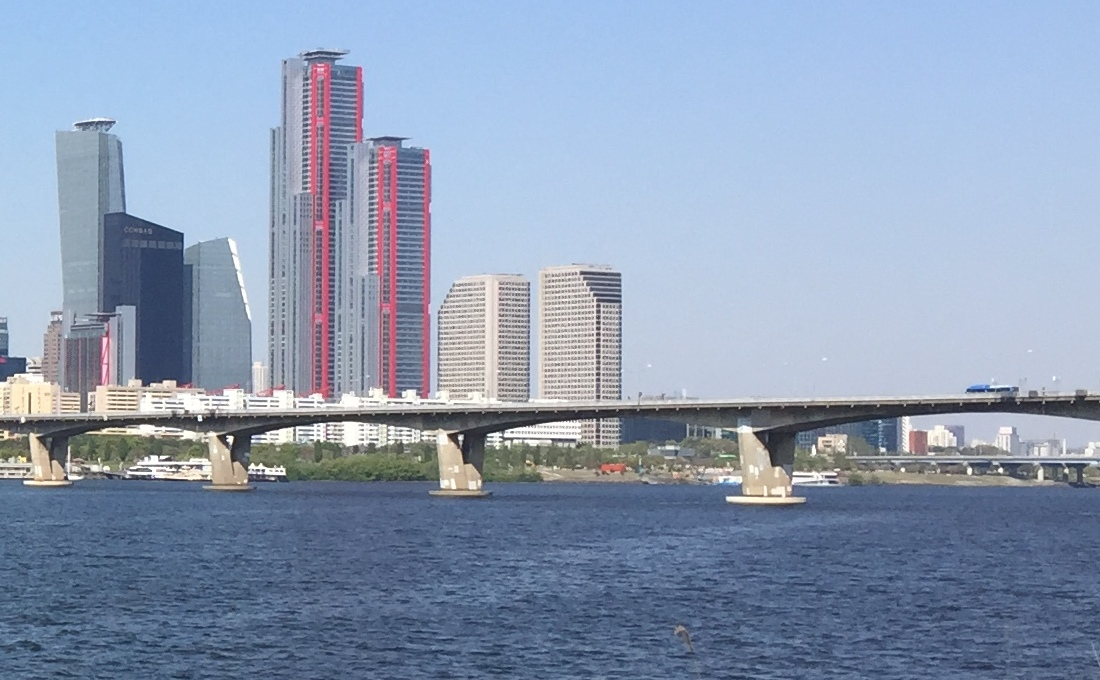
2020년 4월 26일.
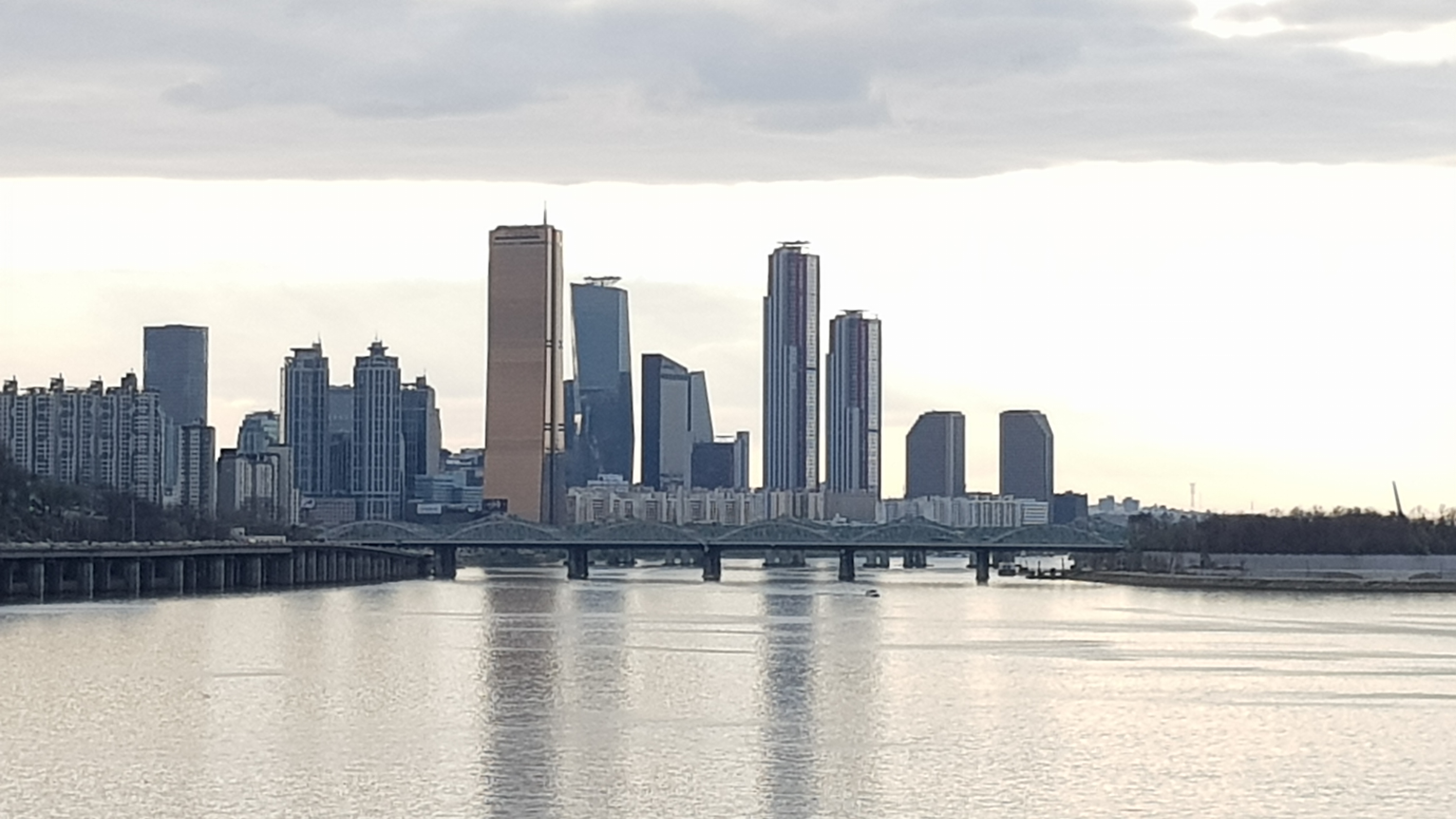
2021년 4월 4일.
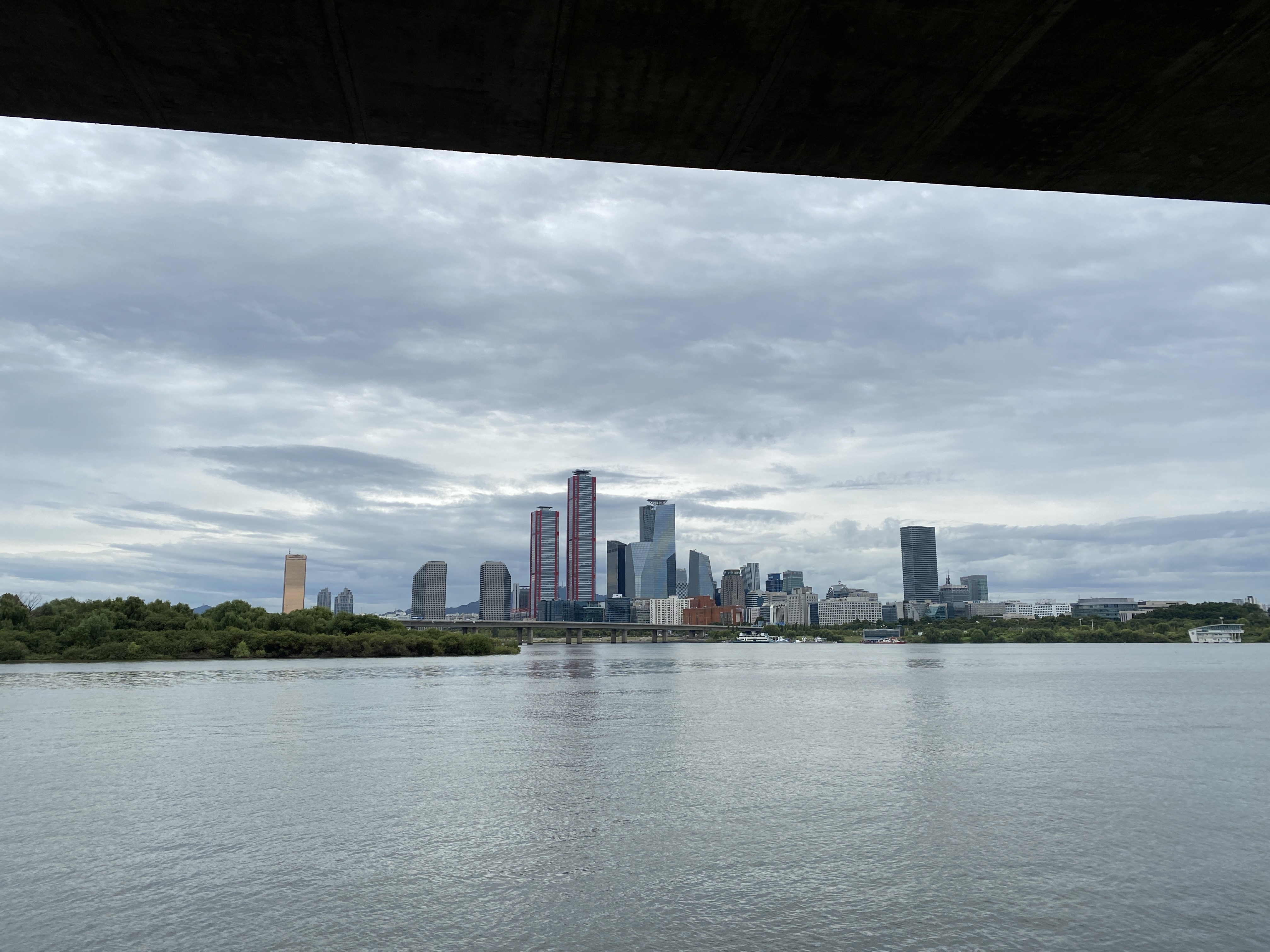
2021년 9월 25일.
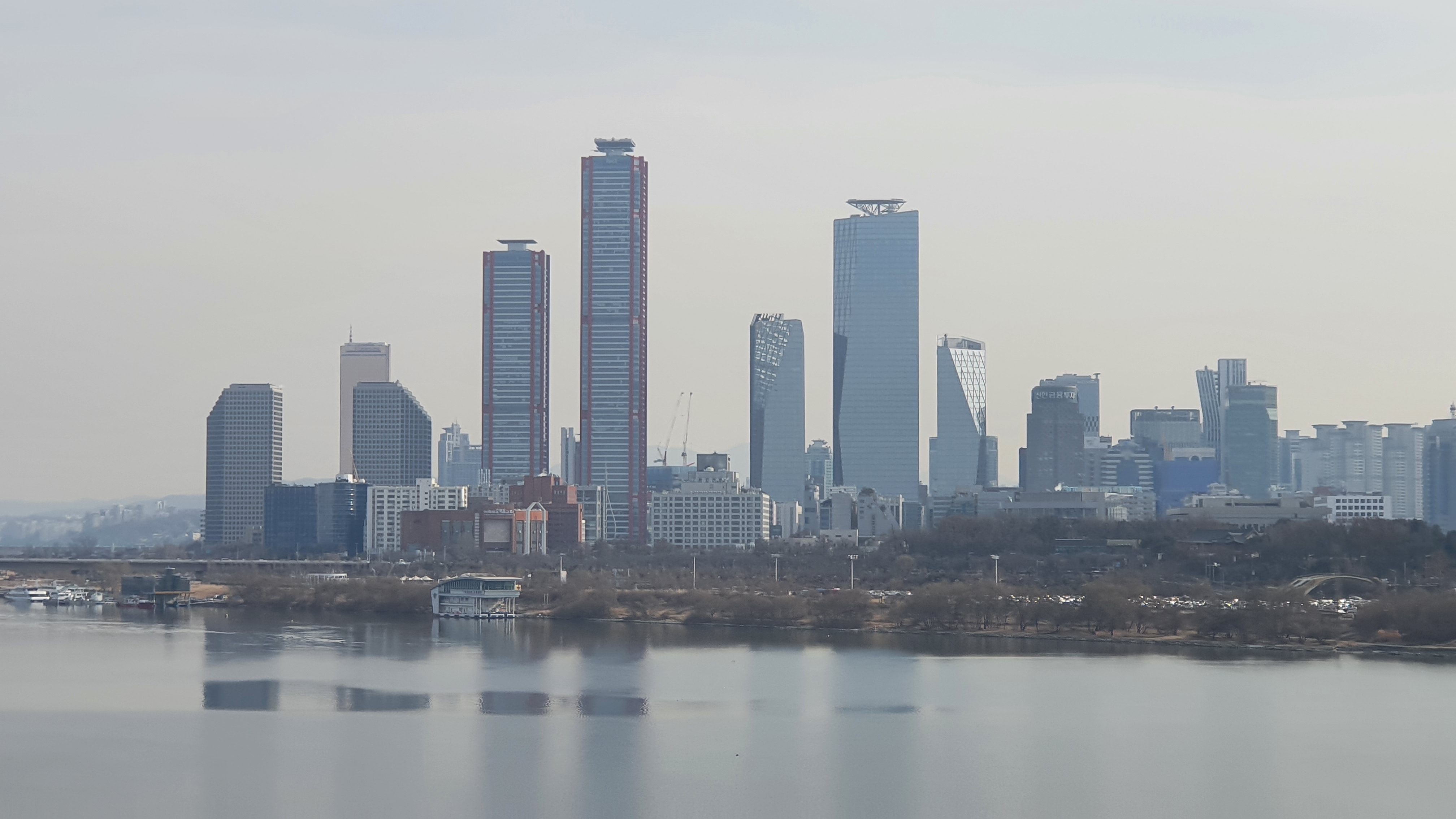
2022년 2월 9일.
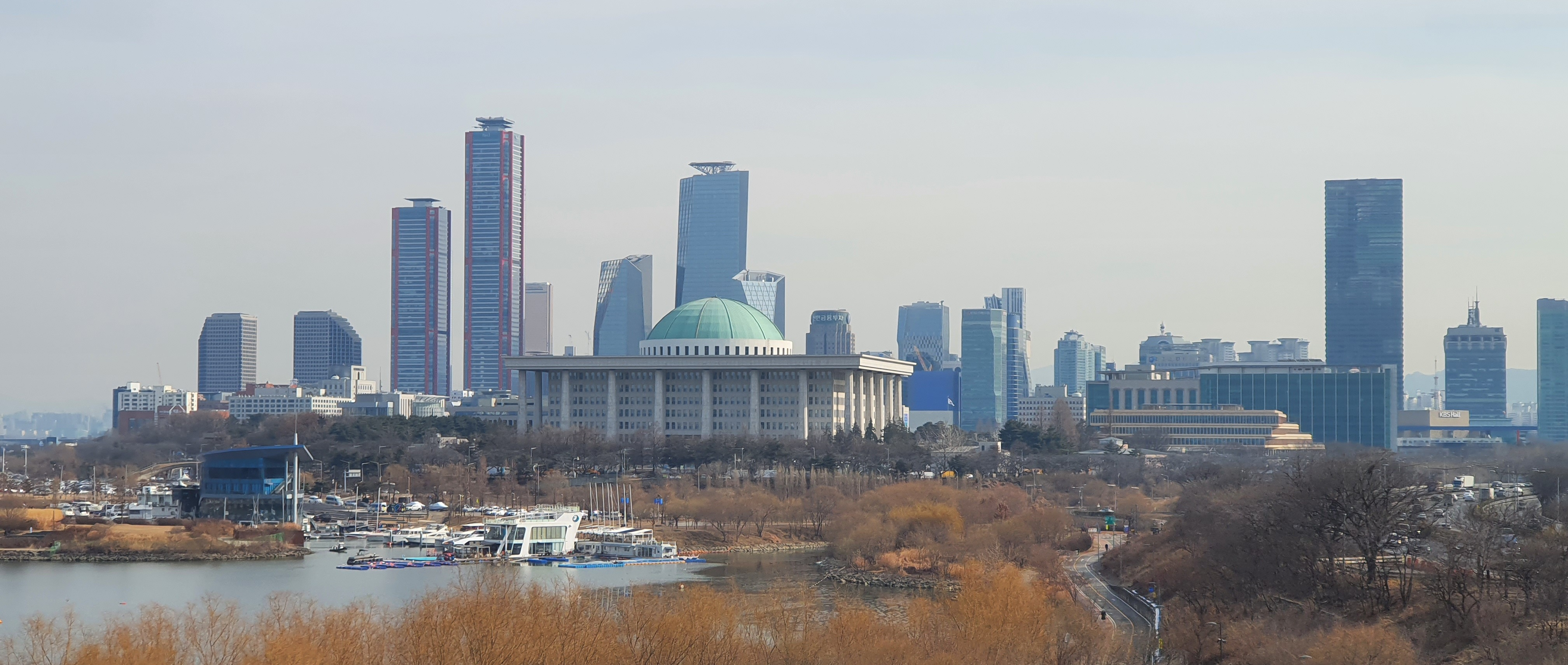
2022년 2월 9일.
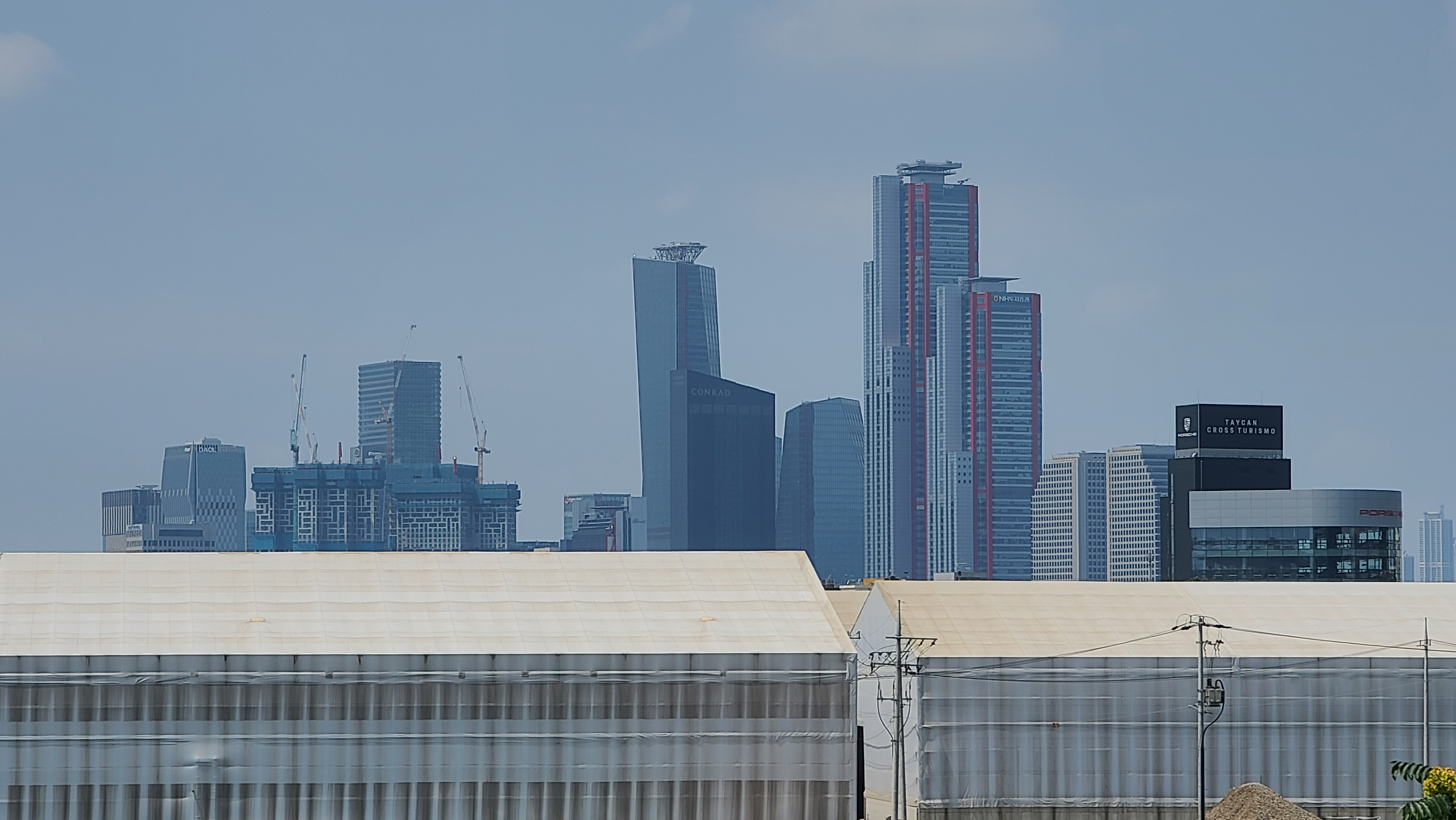
2022년 7월 28일.
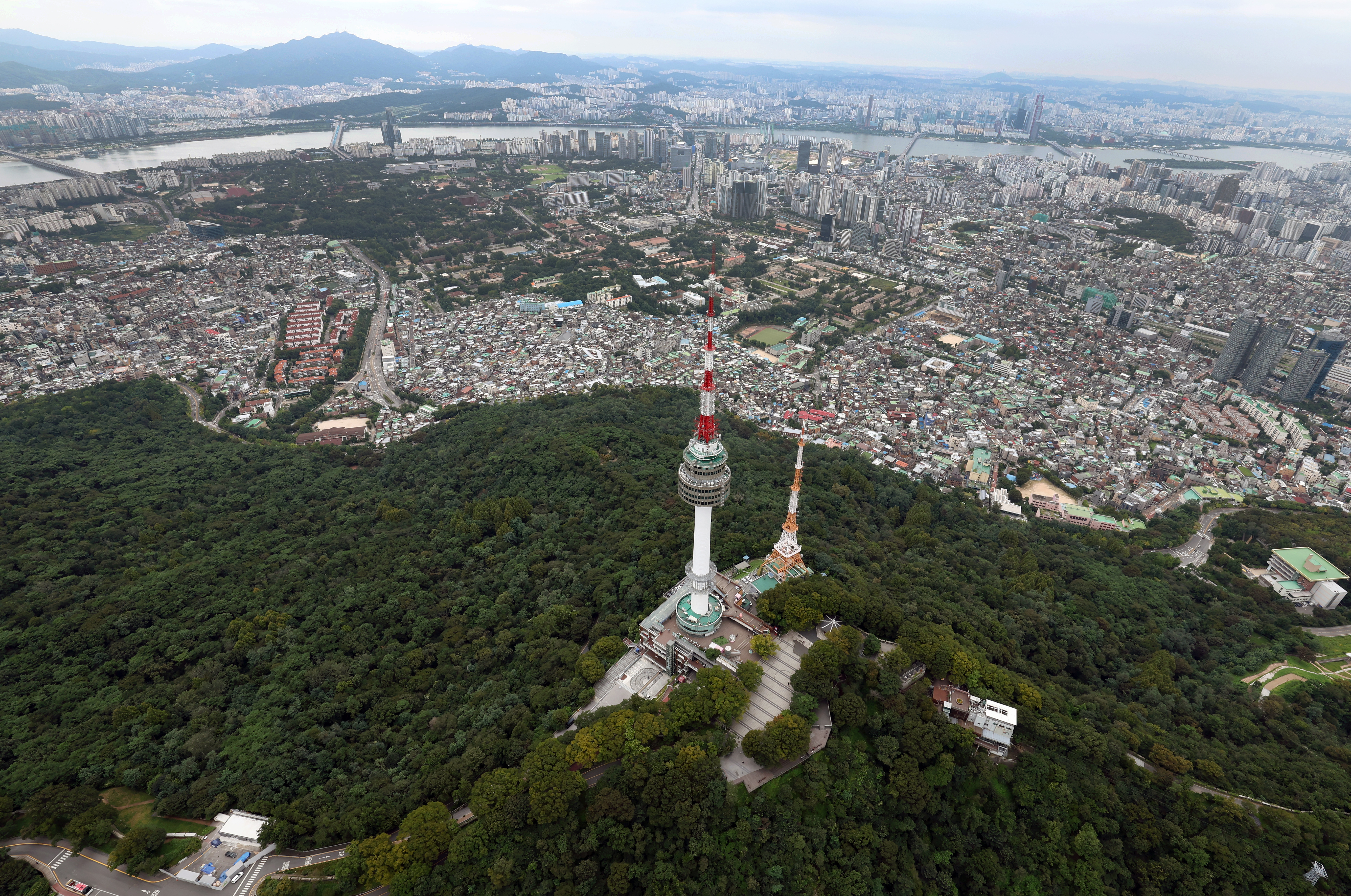
2022년 8월 24일.
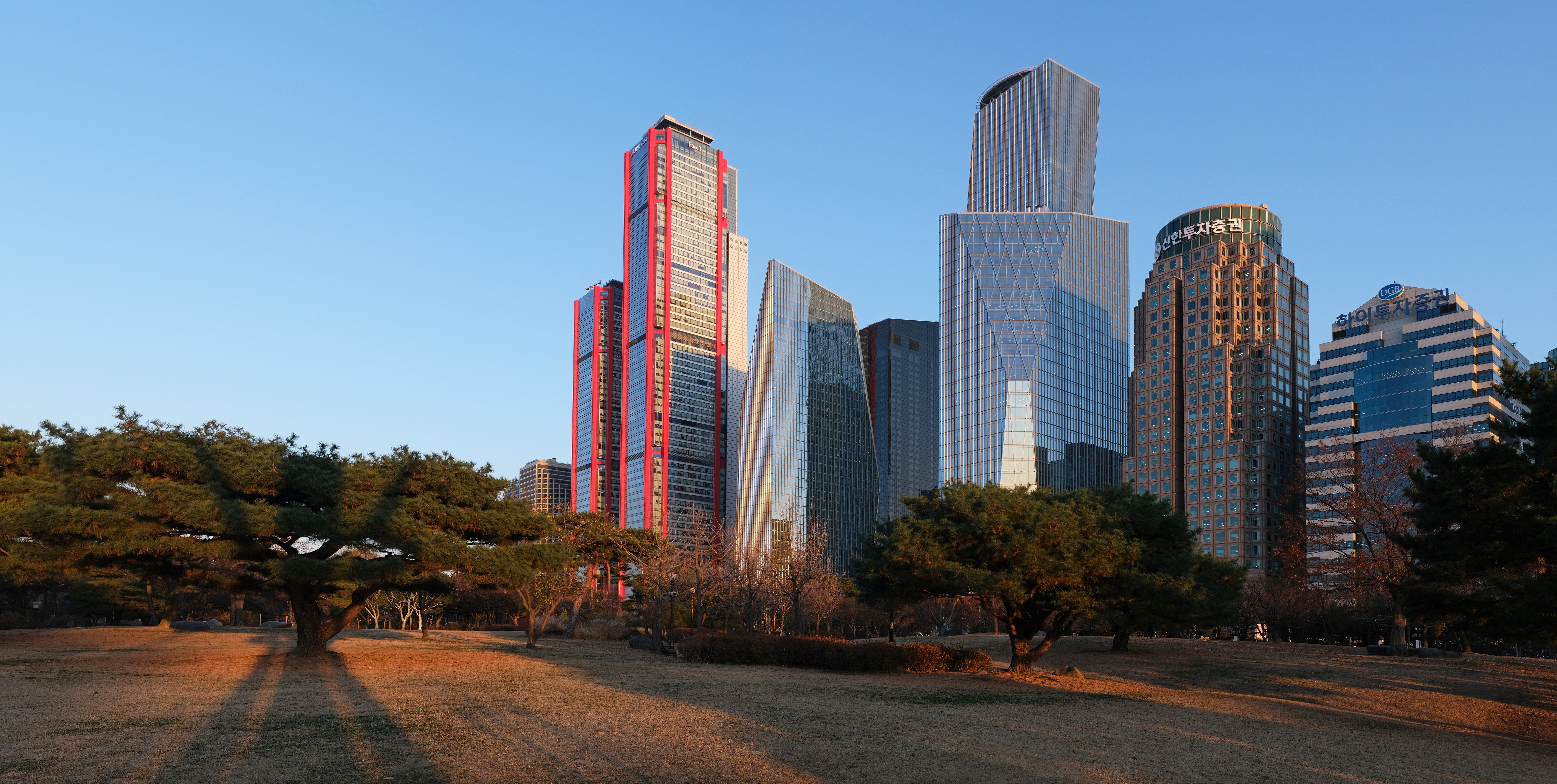
2022년 11월 1일.
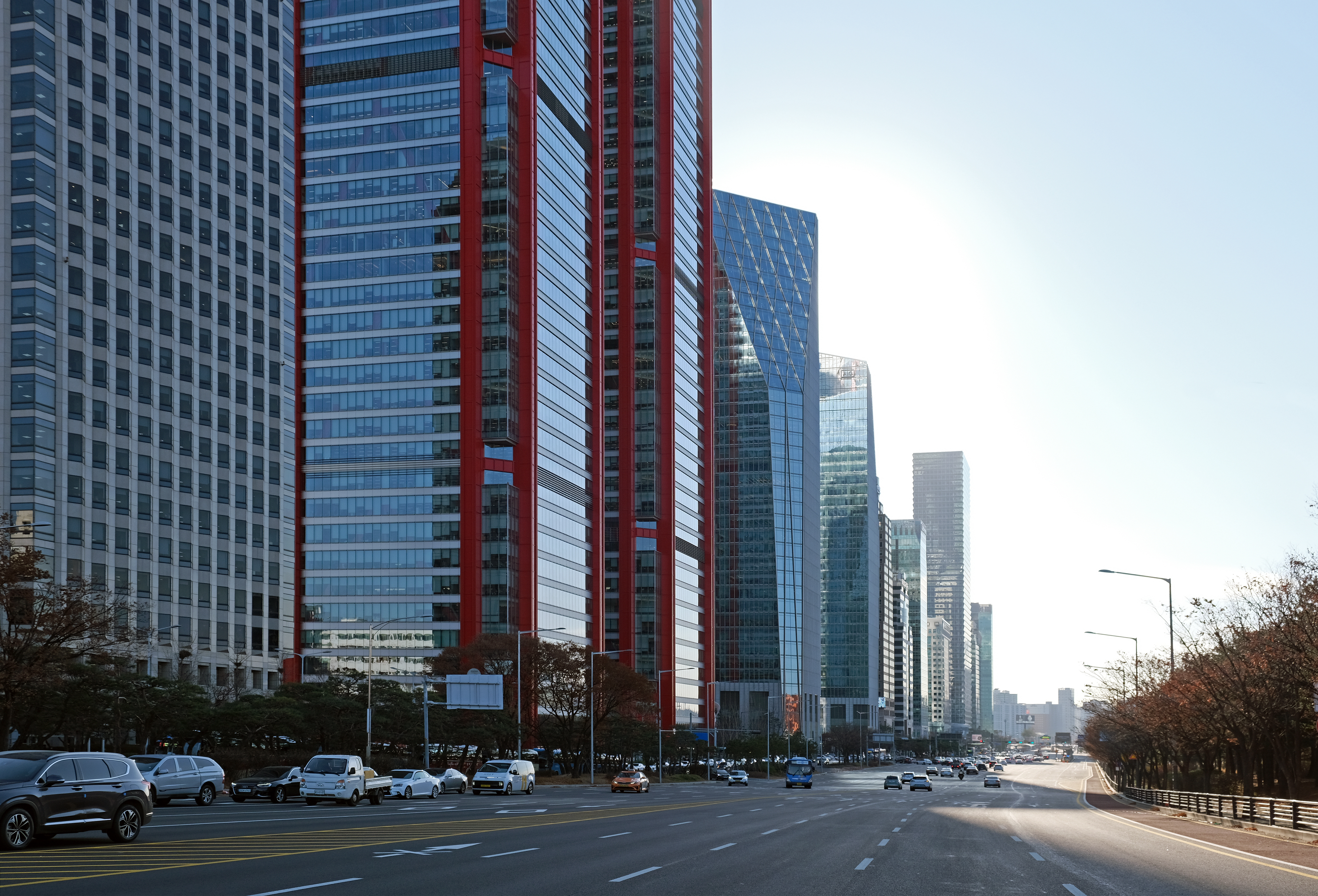
2022년 11월 1일.
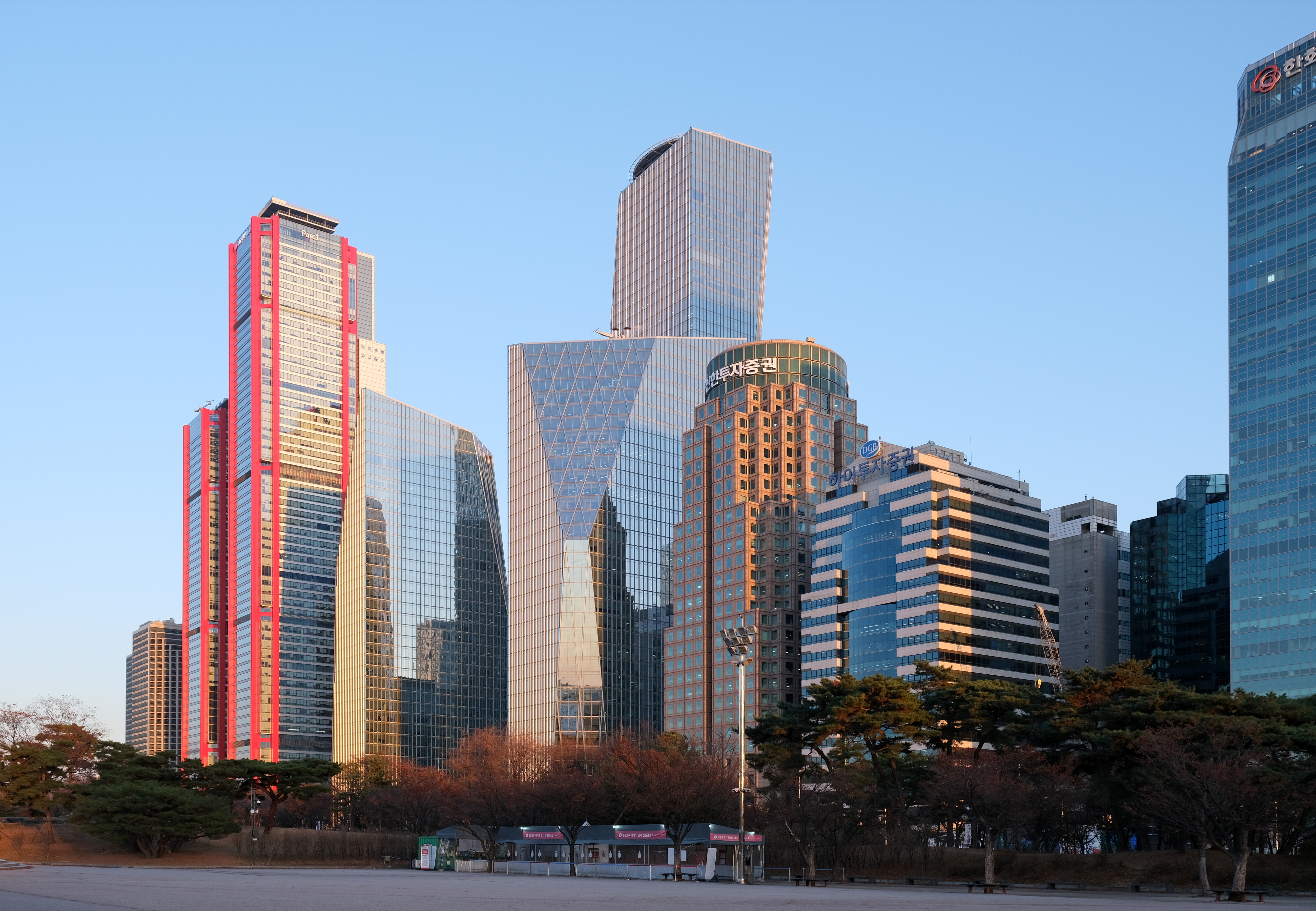
2022년 11월 1일.
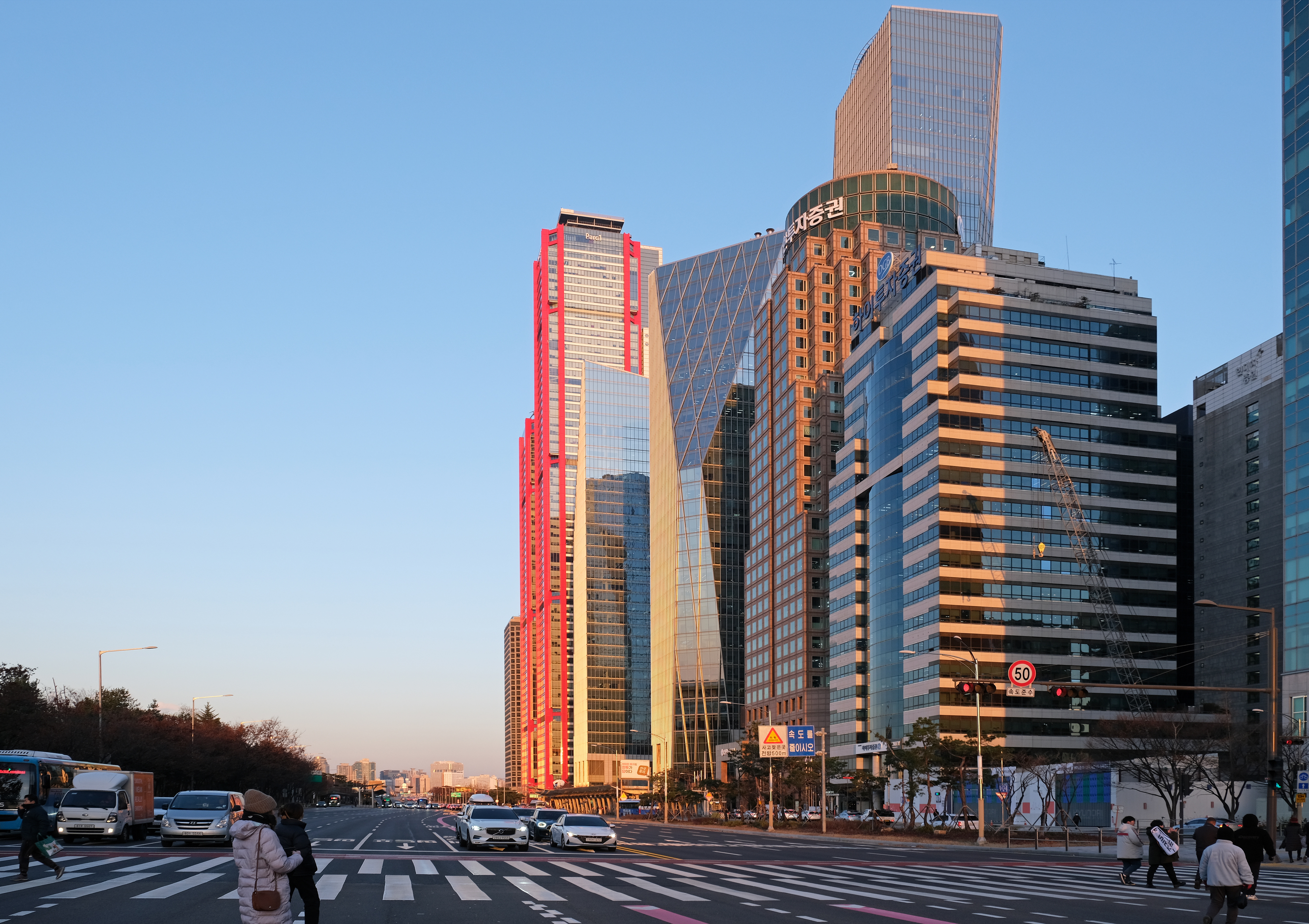
2022년 11월 1일.
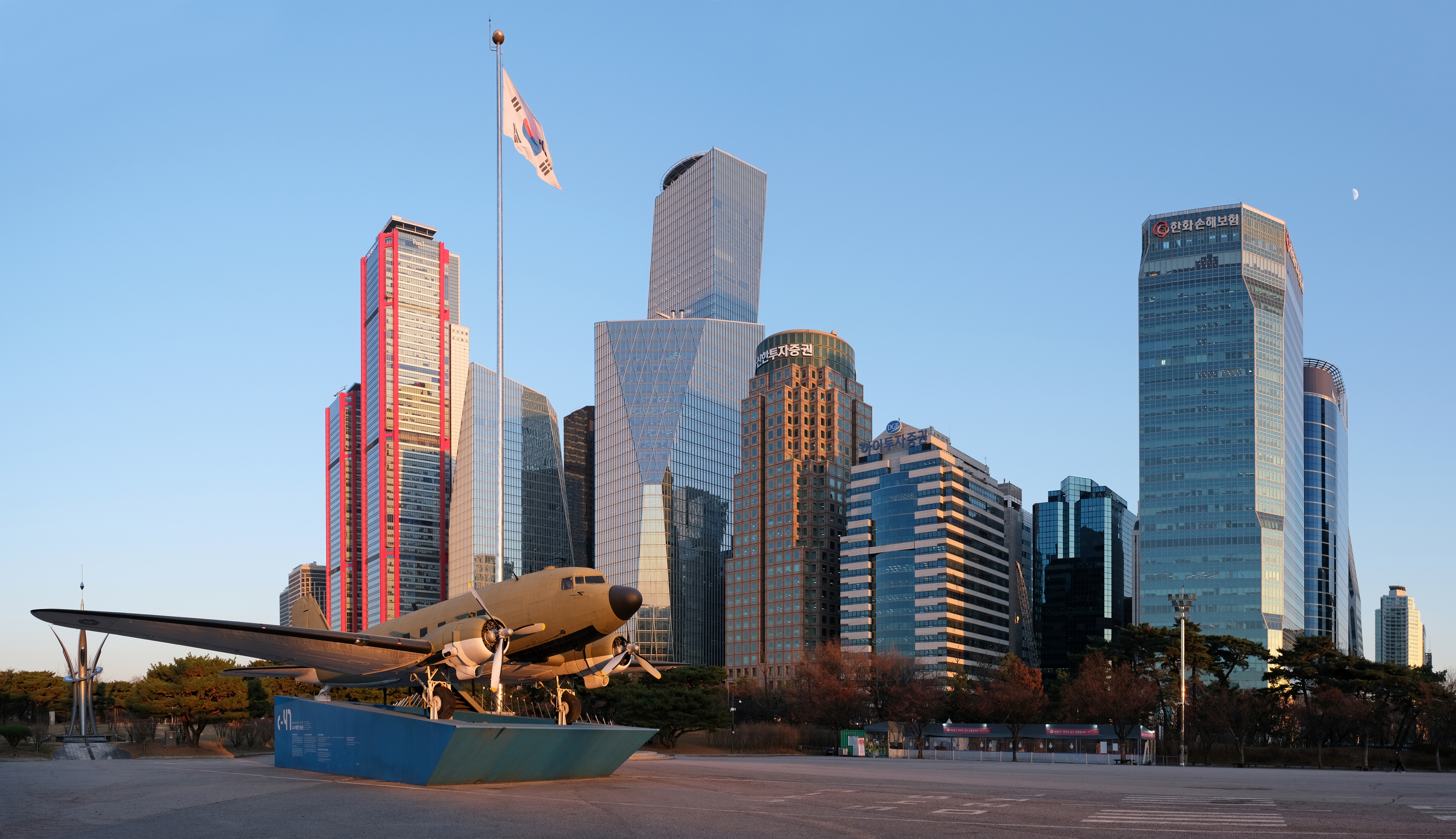
2022년 11월 1일.

## 교통
- ● 수도권 전철 5호선 - 여의도역
- ● 서울 지하철 9호선 - 여의도역
- 여의도환승센터

## 같이 보기
- 여의도
- 마천루 목록
- 대한민국의 마천루 목록
- 서울특별시의 마천루 목록